# 5850 Masaharu
5850 Masaharu este un asteroid din centura principală, descoperit pe 8 decembrie 1990, de Kin Endate și Kazuo Watanabe.